# Iago Teodoro
 (mars 2025).
Iago Teodoro da Silva Nogueira est un footballeur brésilien né le 18 avril 2005 à Volta Redonda. Il joue au poste de défenseur central au CR Flamengo. 

## Carrière

### En club
Il a commencé sa formation à Volta Redonda, il rejoint l'académie de Flamengo en 2021. En avril 2022, il signe son premier contrat professionnel jusqu'au 2025 et il est nommé capitaine des moins de 20 ans. 
Il fait ses débuts professionnels le 27 janvier 2024 contre l'AS Portuguesa. Le 29 février 2024, il prolonge son contrat jusqu'en 2026.

### En sélection
Avec les moins de 20 ans, il participe au Championnat de la CONMEBOL en 2025  au Venezuela. Il joue 9 matchs et marque 2 buts pendant ce tournoi et le Brésil remporte le titre.

## Palmarès
- Vainqueur du Championnat de la CONMEBOL des moins de 20 ans en 2025